# Motín de 1692 en la Ciudad de México

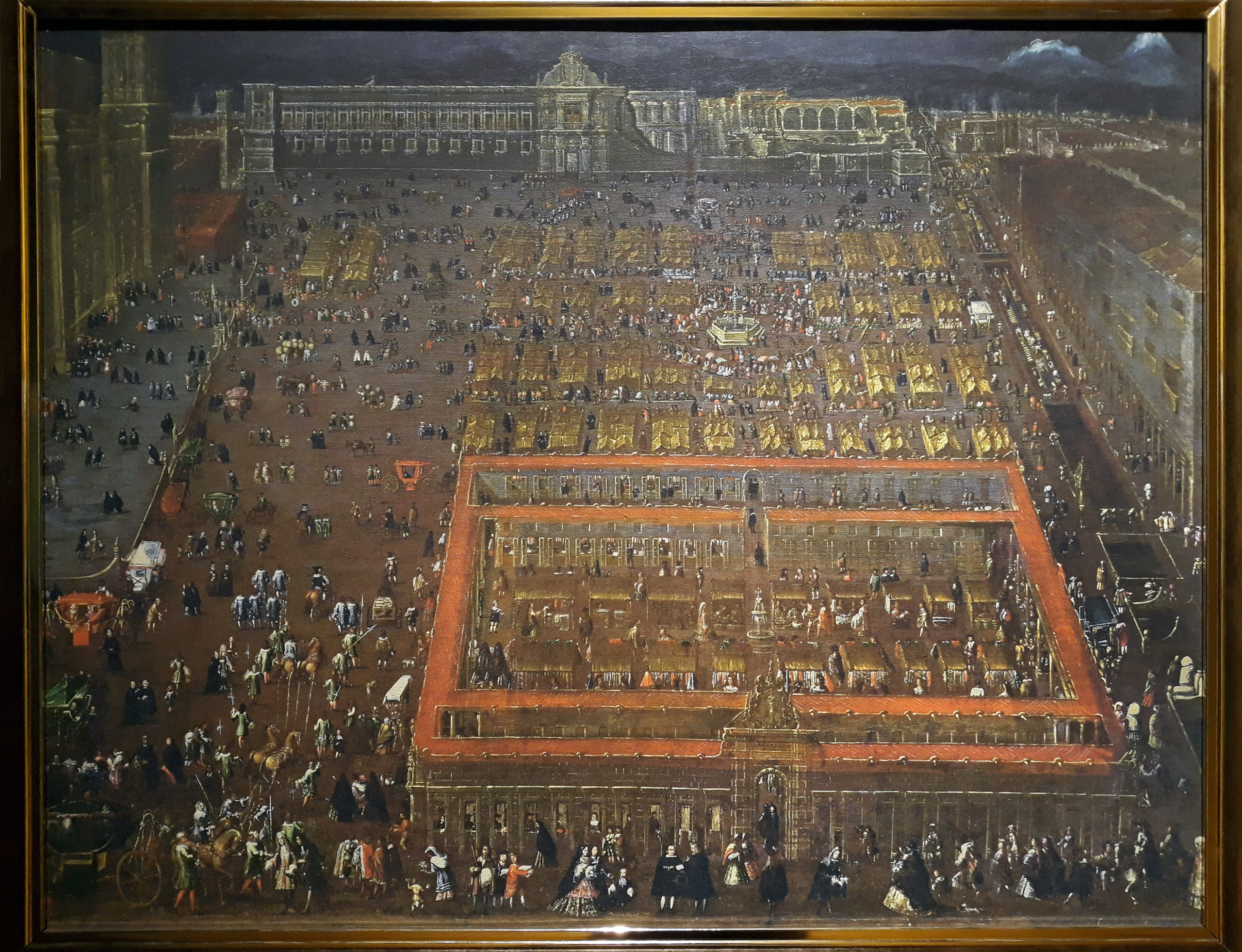
Vista de la Plaza de Armas de la Ciudad de México, por Cristóbal de Villalpando (1695)

El 8 de junio de 1692 en la Ciudad de México, entre las 4 y las 11 de la noche ocurrió un motín de pan. La ciudad se encontraba celebrando la tradicional fiesta de Corpus Christi, al mismo tiempo que experimentaba una tensión colectiva por la escasez de alimentos básicos como el maíz y el trigo. Dicha tensión estaba directamente relacionada con la inconformidad de los habitantes debido a que las autoridades encargadas del abasto estaban especulando con la reserva de granos almacenada en el pósito y en la alhóndiga. La vida se había vuelto difícil para los indígenas, mestizos, mulatos y españoles pobres. El año anterior se habían malogrado las cosechas del maíz y el trigo debido a inundaciones. Ese día un grupo bastante crecido de indígenas, se dice que cerca de 10 000, se rebeló contra las autoridades urbanas, sumándoseles algunos mestizos, mulatos y españoles pobres. La multitud destruyó una parte de las edificaciones gubernamentales como el Palacio de los Virreyes y el Ayuntamiento, quemó archivos administrativos e incendió los cajones de los mercaderes ubicados en la plaza principal.
El hecho causó una honda impresión en la sociedad de la capital de la Nueva España al ser la primera rebelión social desde el inicio del periodo virreinal. Fue ampliamente narrada por Carlos de Sigüenza y Góngora, el periodista Antonio de Robles y el entonces cronista de la Tercera Orden Dominica, Thomas de la Fuente Salazar. En el cuadro de Cristóbal de Villalpando, comisionado por el virrey conde de Galve, se puede apreciar una de las alas del Palacio de los Virreyes destruida tras el incendio provocado durante el motín.